# بروفة

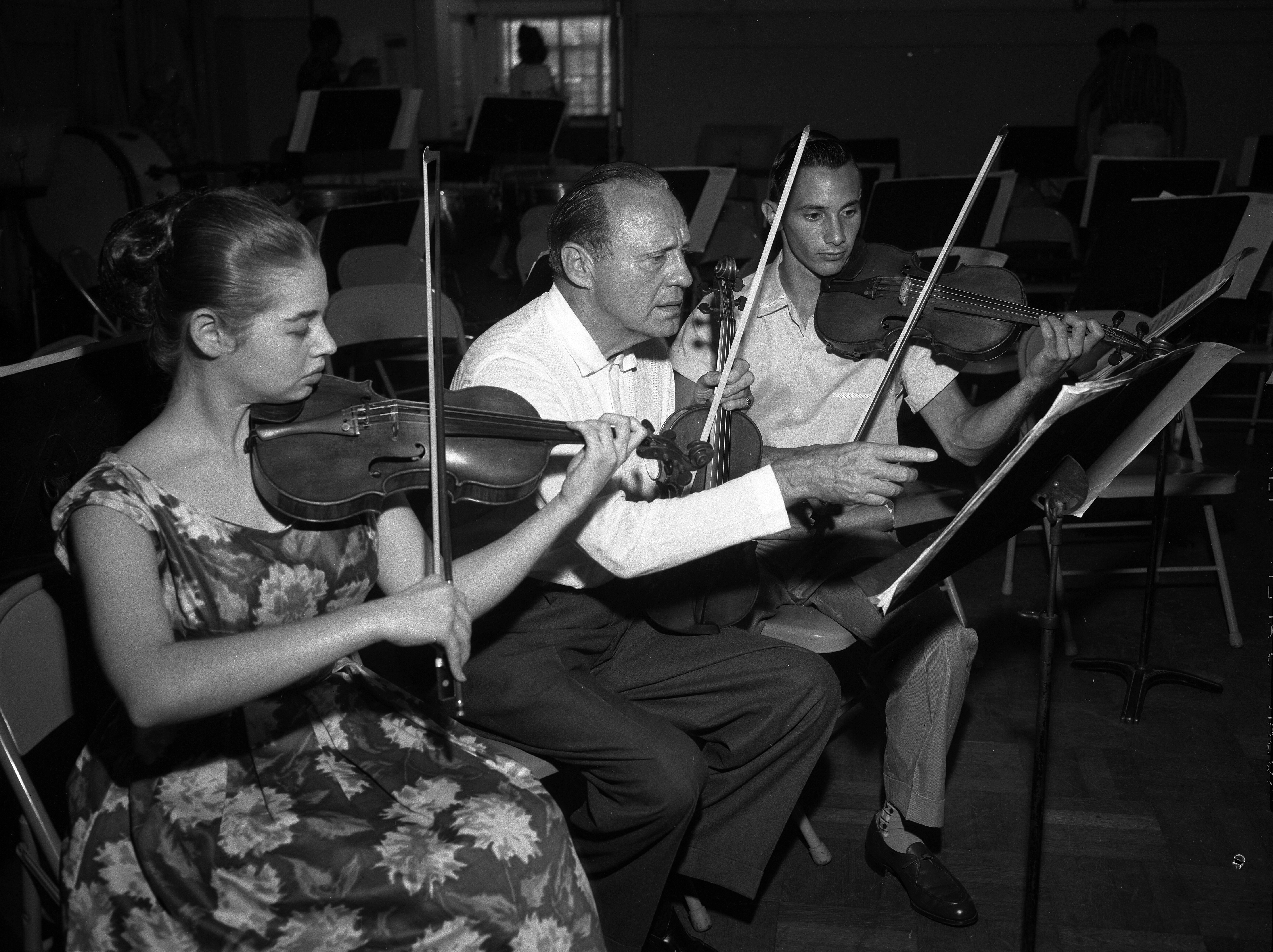

 البُرُوفَة تجربة مسرحية ونحوها قبل عرضها على الجمهور للتحقق من إجادتها وهي تدريب وتمرين بهدف الإعداد. والكلمة من الإيطالية بروفا.